# Наровля
Наровля (на беларуски: Нароўля; на руски: Наровля) е град в Беларус, административен център на Наровлянски район, Гомелска област. Населението на града е 8046 души (по приблизителна оценка от 1 януари 2018 г.).